# Lijst van militaire allianties
Deze lijst probeert een zo volledig mogelijk beeld weer te geven van alle militaire (en staatkundige) allianties door de eeuwen heen.

## Preromeinse Tijd
- 5e eeuw v.Chr. - Delisch-Attische Zeebond
- 5de eeuw v.Chr. - Peloponnesische Bond

## Middeleeuwen
- 842 - Eed van Straatsburg
- 1291 - Zwitsers Eedgenootschap
- 1386 - Anglo-Portugese Alliantie [en] met het Verdrag van Windsor

## Renaissance
- 23 januari 1579 - Unie van Utrecht
- 6 januari 1579 - Unie van Atrecht
- maart 1684 - de Heilige Alliantie

## 18e eeuw
- 1717 - Kortstondige alliantie tussen Engeland, Nederland en Frankrijk tegen Spanje

## 19e eeuw
- 1815 - Heilige Alliantie
- 1882 - Drievoudige Alliantie

## 20e eeuw
- 1908 - Triple Entente
- 22 mei 1939 - Het Staalpact
- 1941 - De geallieerden tegen nazi-Duitsland
- 4 april 1949 - Noord-Atlantische Verdragsorganisatie (NAVO)
- 1951 - ANZUS
- 1954 - Pact van Bagdad (CENTO)
- 1954 - Zuidoost-Aziatische Verdragsorganisatie (ZOAVO)
- 14 mei 1955 - Warschaupact
- 1982 - Regionaal Veiligheidssysteem

## 21e eeuw
- 1997 - GUAM
- 2001 - Shanghai-samenwerkingsorganisatie
- 2002 - Organisatie voor het Verdrag inzake Collectieve Veiligheid (CSTO)
- 2015 - Islamitische Militaire Alliantie